# ژاک پیر آمت
ژاک پیر آمت (به فرانسوی:Jacques-Pierre Amette؛ زادهٔ ۱۹۴۳ در سن-پییر-سور-دیو، کالوادوس) یک نویسنده اهل فرانسه است. در سال ۲۰۰۳ او با رمان معشوقه برشت (به فرانسوی: La Maîtresse de Brecht) برنده جایزه گنکور شد. او خبرنگار نیویورک تایمز و روزنامه‌نگار برای چندین روزنامه است.رمان معشوقه برشت با ترجمه مریم سپهری و توسط انتشارات فرهنگ آرش منتشر شده است